# Pespire
Pespire é uma cidade hondurenha do departamento de Choluteca.